# 奧達伊 (克里若皮利區)
48°15′36″N 28°44′45″E / 48.26000°N 28.74583°E
奧達伊（烏克蘭語：Одаї），是烏克蘭的村落，位於該國西南部文尼察州，由圖利欽區負責管轄，始建於1600年，面積0.38平方公里，海拔高度240米，2001年人口71。